# القبة (الشعر)

تعديل مصدري - تعديل

القبة محلة تابعة لقرية المرادح، التابعة لعزلة الا ملؤك بمديرية الشعر إحدى مديريات محافظة إب في الجمهورية اليمنية، بلغ تعداد سكانها 66 حسب تعداد اليمن لعام 2004.